# Studia z Teorii Wychowania
Studia z Teorii Wychowania – czasopismo naukowe Wydziału Nauk Społecznych Chrześcijańskiej Akademii Teologicznej w Warszawie publikowane przez Wydawnictwo Naukowe ChAT pod patronatem Komitetu Nauk Pedagogicznych PAN. Ukazuje się od 2010 roku. Wersją pierwotną czasopisma jest wersja drukowana - obecnie publikowane jest ono wyłącznie w wersji elektronicznej, a wszystkie teksty są w pełni dostępne na jego witrynie internetowej, a także w bazach, w których jest ono indeksowane.

## Profil tematyczny
W autoprezentacji czasopisma redakcja charakteryzuje jego profil w następujący sposób: 
„Studia z Teorii Wychowania są płaszczyzną prezentacji rozpraw, wyników badań naukowych z zakresu nauk humanistycznych i społecznych, wolną od ortodoksyjnych przekonań, ukazującą szerokie, interdyscyplinarne spectrum problemów kształcenia i wychowania. Ukazujemy interesujące i nowatorskie rozwiązania metodyczne z zakresu pedagogiki i dyscyplin pokrewnych, zamieszczamy bibliografie tematyczne, recenzje i sprawozdania z konferencji naukowych. Artykuły i studia z badań są publikowane w języku polskim, jednak nie unikamy prezentacji tekstów w językach podstawowych dla pedagogiki i innych nauk, należących do obszaru szeroko rozumianej humanistyki, a zatem publikujemy również teksty w języku angielskim i niemieckim. Każdy artykuł zawiera streszczenie w języku angielskim. Autorzy nie ponoszą żadnych opłat. ”.
Teksty zamieszczone w czasopiśmie są recenzowane przez samodzielnych pracowników nauki niebędących pracownikami instytucji wydającej czasopismo, zgodnie z zasadami podwójnie ślepej recenzji (double-blind review). W procesie wydawniczym stosowane są zapory przeciwdziałające zjawiskom ghostwriting i guest authorship.
Czasopismo znajduje się na liście czasopism punktowanych Ministerstwa Edukacji i Nauki (od grudnia 2021 Autor otrzymuje 100 punktów MEiN za publikację). Pismo jest indeksowane w międzynarodowej bazie ERIH+.
Pismo ukazuje się kwartalnie od 2015 roku. Wcześniej, w latach 2010-2014, wydawane było jako półrocznik.
Począwszy od numeru 1/2018 czasopismo korzysta z platformy internetowej Index Copernicus, wspomagającej proces wydawniczy.

## Stałe działy czasopisma
Stałymi działami czasopisma, do których można przesyłać manuskrypty są:
- Rozprawy
- Studia z badań
- Metodyka kształcenia
- Praktyka wychowania
- Recenzje
- Rozprawy młodych naukowców
- Sprawozdania z konferencji
- Bibliografie tematyczne[3].

## Indeksowanie czasopisma
Studia z Teorii Wychowania są indeksowane w następujących bazach czasopism naukowych:
- The Central European Journal of Social Sciences and Humanities (CEJSH)
- The Central and Eastern European Online Library (CEEOL)
- Index Copernicus World of Journals
- Directory of Open Access Journals (DOAJ)
- EBSCO
- ICI Journals Master List
- BazHum (baza Muzeum Historii Polski).

W latach 2013–2015 pismo było również indeksowane w Index Copernicus International Master List.

## Redakcja

### Aktualny skład redakcji
- prof. zw. dr hab. Bogusław Śliwerski – redaktor naczelny (od 2010)[7]
- prof. dr hab. Renata Nowakowska-Siuta – zastępca redaktora naczelnego (od 2013)[8][7], dawniej: sekretarz redakcji (2011–2013)[9][10]
- dr hab. prof. ChAT ks. Bogusław Milerski – zastępca redaktora naczelnego (od 2011)[9][7]
- dr hab. prof. ChAT Stefan Tomasz Kwiatkowski – sekretarz redakcji (od 2018)[7], dawniej: koordynator redakcji tematycznych (2014–2017)[11][12]
- dr Izabela Kochan – członek redakcji (od 2018)[7].

### Byli członkowie redakcji
- dr Joanna Koleff-Pracka – były sekretarz redakcji (2013–2017)[8][12]
- dr hab. prof. UZ Mirosław Kowalski – były członek redakcji (2010–2013)[10]

## Rada Naukowa
- doc. PhDr., Jaroslav Balvin, CSc., Uniwersytet Tomasa Bati w Żlinie (Czechy)
- prof. Reinhold Boschki(inne języki), Uniwersytet w Tybindze (Niemcy)
- doc. PhDr., Mária Bratská CSc., Uniwersytet im. Jana Amosa Komeńskiego w Bratysławie (Słowacja)
- prof. dr hab. Elżbieta Czykwin, Chrześcijańska Akademia Teologiczna w Warszawie
- prof. PhDr., Beata Kosová, CSc., Uniwersytet Mateja Bela w Bańskiej Bystrzycy (Słowacja)
- dr hab. prof. UZ Mirosław Kowalski, Uniwersytet Zielonogórski
- dr hab. prof. UKW Ewa Kubiak-Szymborska, Uniwersytet Kazimierza Wielkiego w Bydgoszczy
- prof. zw. dr hab. Zbyszko Melosik, Uniwersytet Adama Mickiewicza w Poznaniu
- prof. Michael Meyer-Blanck, Uniwersytet w Bonn (Niemcy)
- dr hab. prof. UWM Henryk Mizerek, Uniwersytet Warmińsko-Mazurski w Olsztynie
- dr hab. prof. UG Jan Papież, Uniwersytet Gdański
- dr hab. prof. UMK Piotr Petrykowski, Uniwersytet Mikołaja Kopernika w Toruniu
- prof. Wilhelm Schwendemann, Wyższa Szkoła Ewangelicka we Freiburgu (Niemcy)
- dr hab. prof. UŚ Alina Szczurek-Boruta, Uniwersytet Śląski w Katowicach
- prof. dr hab. dr h.c. Mirosław J. Szymański, Uniwersytet Pedagogiczny w Krakowie
- prof. PhDr., Alena Vališova CSc., Uniwersytet Pardubicki (Czechy)
- PhDr., Michal Zvírotský, Uniwersytet Karola w Pradze (Czechy)
- dr hab. prof. UWr Wiktor Żłobicki, Uniwersytet Wrocławski[13].